# Organização dos Países Exportadores de Petróleo
Organização dos Países Exportadores de Petróleo (OPEP ou, pelo seu nome em inglês, OPEC) é uma organização intergovernamental de 13 nações, fundada em 15 de setembro de 1960 em Bagdá pelos cinco membros fundadores (Irã, Iraque, Kuwait, Arábia Saudita e Venezuela), com sede desde 1965 em Viena, na Áustria. Em setembro de 2018, os então 14 países membros representavam 44% da produção global de petróleo e 81,5% das reservas de petróleo "comprovadas" do mundo, dando à OPEP uma grande influência nos preços globais de petróleo, previamente determinados pelos chamados agrupamento "Sete Irmãs" de empresas multinacionais de petróleo.
A missão declarada da organização é "coordenar e unificar as políticas de petróleo de seus países membros e garantir a estabilização dos mercados de petróleo, a fim de garantir um fornecimento eficiente, econômico e regular deste recurso aos consumidores, uma renda estável aos produtores e um retorno justo de capital para aqueles que investem na indústria petrolífera". A organização também é uma provedora significativa de informações sobre o mercado internacional de petróleo. Os atuais membros da OPEP são os seguintes: Argélia, Guiné Equatorial, Gabão, Irã, Iraque, Kuwait, Líbia, Nigéria, República do Congo, Arábia Saudita (líder de facto), Emirados Árabes Unidos e Venezuela. Equador, Indonésia, Angola e Catar são ex-membros.
A formação da OPEP marcou um ponto decisivo para a soberania nacional sobre os recursos naturais e as decisões da organização passaram a desempenhar um papel de destaque no mercado global de petróleo e nas relações internacionais. O efeito pode ser particularmente forte quando guerras ou distúrbios civis levam a interrupções prolongadas no fornecimento. Na década de 1970, as restrições na produção de petróleo levaram a um aumento dramático nos preços e na receita e riqueza da OPEP, com consequências duradouras e de longo alcance para a economia global. Na década de 1980, a OPEP começou a estabelecer metas de produção para seus países membros; geralmente, quando as metas são reduzidas, os preços do petróleo aumentam. Isso ocorreu nas decisões de 2008 e 2016 da organização de reduzir o excesso de oferta.
Os economistas costumam citar a OPEP como um exemplo de cartel que coopera para reduzir a concorrência no mercado, mas cujas consultas são protegidas pela doutrina da imunidade estatal sob o direito internacional. Em dezembro de 2014, "a OPEP e os petroleiros" ficaram em terceiro lugar na lista do Lloyd's das "100 mais influentes do setor de transporte marítimo". No entanto, a influência da OPEP no comércio internacional é periodicamente desafiada pela expansão de fontes de energia que não são da OPEP e pela tentação recorrente de países da organização de exceder as metas de produção e buscar interesses próprios conflitantes.

## História
Foi criada em 14 de setembro de 1960 como uma forma dos países produtores de petróleo se fortalecerem frente às empresas compradoras do produto, em sua grande maioria pertencentes aos Estados Unidos, Inglaterra e Países Baixos, que exigiam cada vez mais uma redução maior nos preços do petróleo.

### Crise Petrolífera de 1973

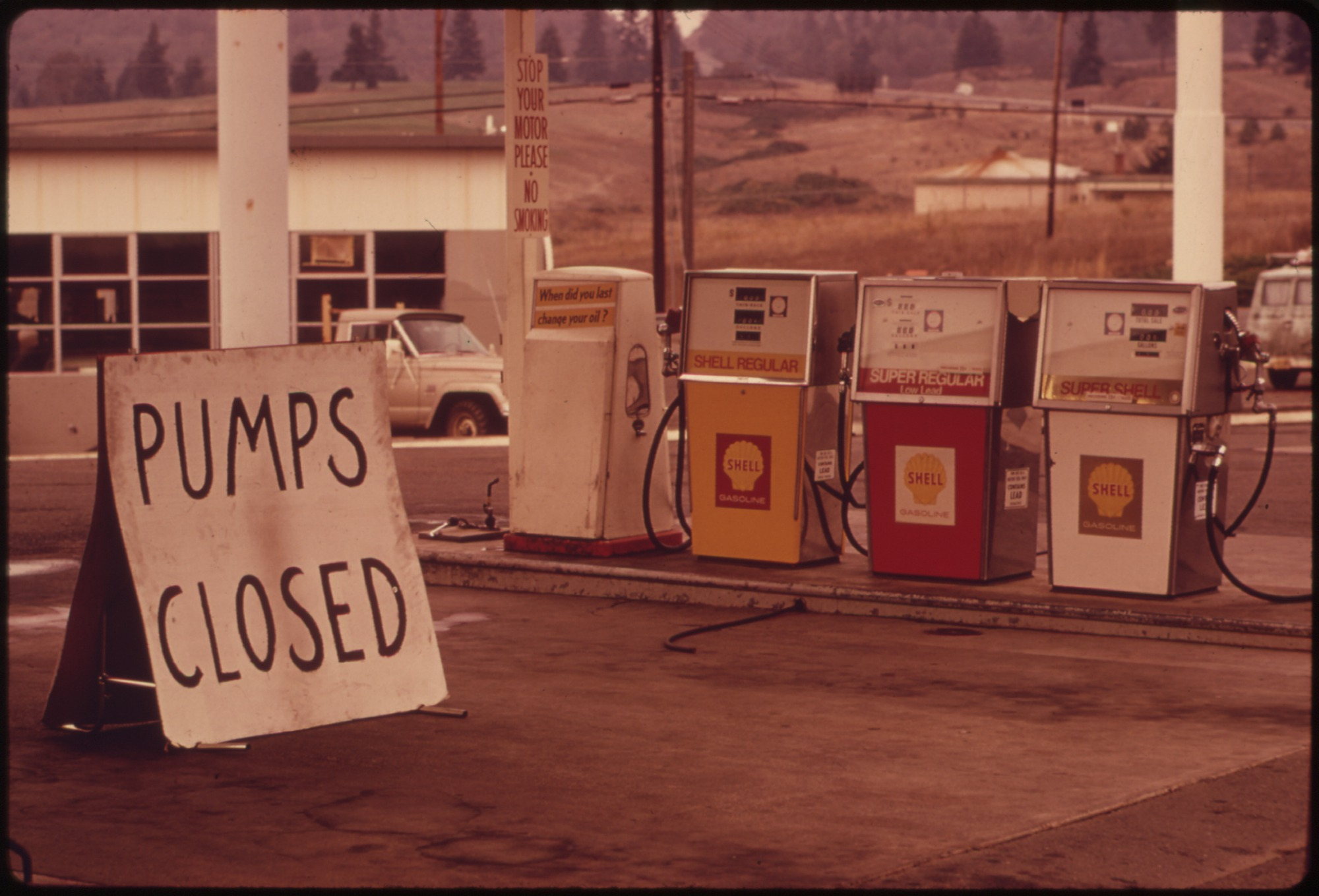
Um posto de gasolina americano fechado durante o embargo ao petróleo em 1973.

A persistência do Conflito israelo-árabe forçou a OPEP a tomar atitudes drásticas. Logo após a Guerra dos Seis Dias em 1967, os membros árabes da OPEP fundaram a Organização dos Países Árabes Exportadores de Petróleo com o propósito de centralizar a política de actuação e exercer pressão no Ocidente, que apoiava Israel. O Egito e a Síria, embora não fossem países exportadores usuais de petróleo, passaram a fazer parte da nova organização. Em 1973, a Guerra do Yom Kippur alarmou a opinião pública árabe. Furiosos com o facto de que o fornecimento de petróleo havia permitido que Israel resistisse às forças egípcias e sírias, o mundo árabe impôs um embargo contra Estados Unidos, Europa Ocidental e Japão.[carece de fontes?]
O conflito israelo-árabe provocou uma crise. Os membros da OPEP pararam de exportar petróleo para o Ocidente, fazendo com que tivessem que reduzir os gastos anuais com energia, aumentar os preços, e ainda vender mercadorias com preço inflacionado para os países do Terceiro Mundo produtores de petróleo. Isto foi agravado pelo Xá do Irã Reza Pahlavi, que era o segundo maior exportador de petróleo mundial e aliado mais próximo dos Estados Unidos na época. É claro que [o preço do petróleo] vai aumentar, disse ele ao New York Times em 1973. Certamente, e como...; Vocês [países do Ocidente] aumentaram o preço do trigo vendido a nós em 300%, o mesmo ocorreu com o açúcar e com o cimento...; Vocês compram nosso petróleo bruto e nos vendem ele de volta beneficiado na forma de produtos petroquimícos, por uma centena de vezes o preço que vocês o compraram...; Seria no mínimo justo que, daqui para frente, vocês paguem mais pelo petróleo. Poderíamos dizer umas 15 vezes mais.[carece de fontes?]

### Incidente com reféns de 1975
Em 21 de dezembro de 1975, Ahmed Zaki Yamani e os outros ministros do petróleo dos membros da OPEP foram tomados como reféns por uma equipe de seis pessoas liderada pelo terrorista Carlos, o Chacal (que incluía Gabriele Kröcher-Tiedemann e Hans-Joachim Klein), em Viena, Áustria, onde os ministros estavam participando de uma reunião na sede da OPEP. Carlos planejava aparecer na conferência à força e sequestrar todos os onze ministros do petróleo na reunião e mantê-los para resgate, com exceção de Ahmed Zaki Yamani e do Iraniano Jamshid Amuzegar, que eram para ser executados. Carlos liderou sua equipe de seis pessoas e passou por dois policiais no pátio do edifício e foram até o primeiro andar, onde um policial, um guarda de segurança iraquiano à paisana e um jovem economista da Líbia foram mortos a tiros. Quando Carlos entrou na sala de conferências e disparou tiros no teto, os delegados se abaixaram debaixo da mesa. Os terroristas procuraram por Ahmed Zaki Yamani e depois dividiram os 63 reféns em grupos. Delegados de países amigos foram levados em direção à porta, "neutros" foram colocados no centro da sala e os 'inimigos' foram colocadas ao longo da parede de trás, ao lado de uma pilha de explosivos. Este último grupo incluía os representantes da Arábia Saudita, Irã, Qatar e os Emirados Árabes Unidos. Carlos exigiu um autocarro para ser fornecido para levar o seu grupo e os reféns para o aeroporto, onde um avião DC-9 com uma tripulação estaria esperando. Nesse meio tempo, Carlos informou Ahmed Zaki Yamani sobre seu plano de voar para Aden, onde Yamani e o ministro iraniano seriam mortos.

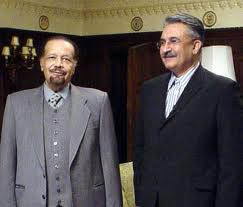
Ahmed Zaki Yamani (esquerda) ao lado de Ali Akbar Abdolrashidi

O autocarro foi fornecido na manhã seguinte às 6 horas e 40 minutos, conforme solicitado, e 42 reféns entraram e foram levados para o aeroporto. O grupo foi embarcado no avião logo após as 9 horas e explosivos foram colocados debaixo do banco de Yamani. O avião primeiro parou em Argel, onde Carlos saiu do avião para se encontrar com o ministro das Relações Exteriores argeliano. Todos os 30 reféns não árabes foram libertados, exceto Amuzegar. O avião reabastecido partiu para Trípoli, onde houve problemas na aquisição de outro avião, como tinha sido planejado. Carlos decidiu, ao invés disso, voltar a Argel e se mudar para um Boeing 707, um avião grande o suficiente para voar para Bagdad sem parar. Mais dez reféns foram libertados antes de sair. Com apenas 10 reféns restantes, o Boeing 707 partiu para Argel e chegou à 3h40. Depois de sair do avião para se encontrar com os argelinos, Carlos conversou com seus colegas na cabine da frente do avião e, em seguida, disse a Yamani e Amouzegar que seriam liberados ao meio-dia. Carlos saiu do avião pela segunda vez e voltou depois de duas horas.
Nesta segunda reunião, acredita-se que Carlos teve uma conversa telefônica com o presidente argelino Houari Boumédiène, que informou a Carlos que as mortes dos ministros do petróleo resultariam em um ataque ao avião. A biografia de Yamani sugere que os argelinos tinham usado um dispositivo de escuta secreta na parte da frente da aeronave para ouvir a conversa entre os terroristas, e descobriram que Carlos de fato ainda planejava matar os dois ministros do petróleo. Boumédienne também deve ter oferecido asilo a Carlos neste momento e, possivelmente, a compensação financeira por não completar sua missão. No retorno ao avião, Carlos estava em pé diante de Yamani e Amuzegar e expressou seu pesar por não ser capaz de matá-los. Ele então disse aos reféns que ele e seus companheiros deixariam o avião, e que então todos estariam livres. Depois de esperar os terroristas para sair, Yamani e os outros nove reféns seguiram e foram levados para o aeroporto pelo ministro das Relações Exteriores da Argélia Abdelaziz Bouteflika. Os terroristas estavam presentes na sala ao lado e Khalid, o palestino, pediu para falar com Yamani. Quando sua mão pegou o casaco, Khalid estava cercado por guardas e uma arma foi encontrada escondida em um coldre. Algum tempo depois do ataque foi revelado por cúmplices de Carlos que a operação foi comandada por Wadi Haddad, um terrorista palestino e fundador da Frente Popular para a Libertação da Palestina. Alegou-se também que a ideia e o financiamento veio de um presidente árabe, sendo que muitos apostam que seja Muammar al-Gaddafi. Nos anos seguintes à invasão da OPEP, Bassam Abu Sharif e Klein afirmaram que Carlos tinha recebido uma grande soma de dinheiro em troca da libertação dos reféns árabes e a manteve para seu uso pessoal. Ainda há alguma incerteza quanto à quantia recebida, mas acredita-se estar entre 20 a 50 milhões de dólares. A fonte do dinheiro também é incerta, mas, segundo Klein, veio de "um presidente árabe". Carlos disse mais tarde a seus advogados que o dinheiro foi pago pelos sauditas em nome dos iranianos, e foi "desviado no caminho e se perdeu pela Revolução".

### Crise do petróleo 1979-1980 e excesso de petróleo nos anos 1980

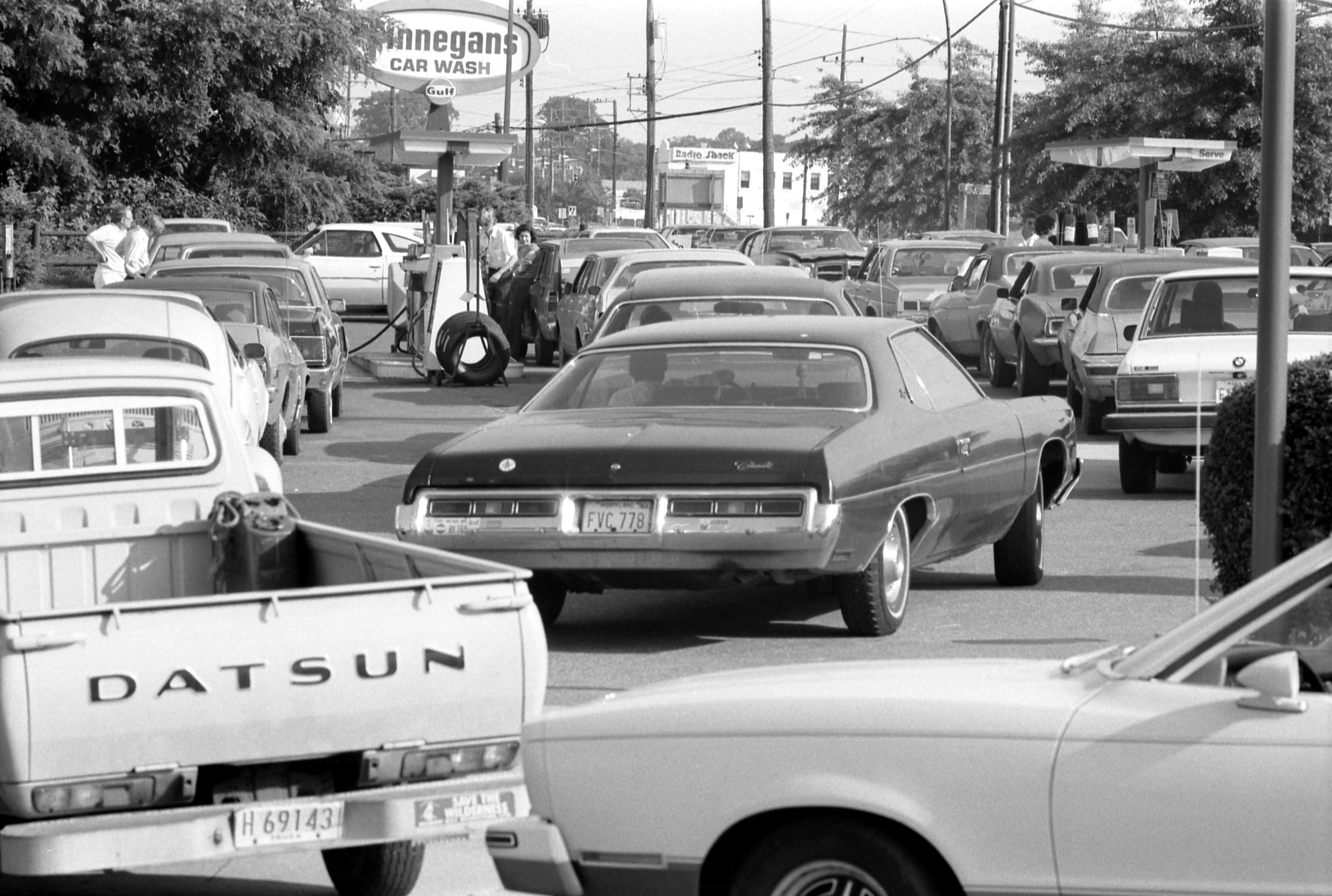
Fila de carros em um posto de combustível em Maryland, Estados Unidos, 15 de junho de 1979.

Em resposta a uma onda de nacionalizações de petróleo e aos altos preços da década de 1970, os países industrializados tomaram medidas para reduzir sua dependência do petróleo da OPEP, especialmente depois que os preços atingiram novos picos, aproximando-se de US$ 40/bbl em 1979-1980 quando a Revolução Iraniana e a Guerra Irã-Iraque interromperam a estabilidade regional e o suprimento de petróleo. As concessionárias de energia elétrica em todo o mundo passaram do petróleo para o carvão, o gás natural ou a energia nuclear; os governos nacionais iniciaram programas de pesquisa de bilhões de dólares para desenvolver alternativas ao petróleo; e a exploração comercial desenvolveu os principais campos de petróleo fora da OPEP, principalmente na Sibéria, no Alasca, no Mar do Norte e no Golfo do México. Em 1986, a demanda mundial diária de petróleo caiu 5 milhões de barris, a produção não OPEP aumentou uma quantidade ainda maior e a participação de mercado da OPEP caiu de aproximadamente 50% em 1979 para menos de 30% em 1985. Ilustrando os prazos voláteis plurianuais dos ciclos típicos de mercado para os recursos naturais, o resultado foi um declínio de seis anos no preço do petróleo, que culminou com a queda de mais da metade do preço somente em 1986. Como um analista de petróleo resumiu sucintamente: "Quando o preço de algo tão essencial quanto o petróleo dispara, a humanidade faz duas coisas: encontra mais e encontra maneiras de usá-lo menos".
Para combater a queda na receita das vendas de petróleo, a Arábia Saudita, em 1982, pressionou a OPEP a impor cotas de produção nacional auditadas na tentativa de limitar a produção e aumentar os preços. Quando outras nações da OPEP não cumpriram, a Arábia Saudita cortou sua própria produção de 10 milhões de barris diários em 1979-1981 para apenas um terço desse nível em 1985. Quando isso se mostrou ineficaz, os sauditas inverteram o curso e inundaram o mercado com petróleo barato, fazendo com que os preços caíssem abaixo de US$ 10/bbl e os produtores de alto custo se tornaram inúteis.:127–128,136–137 Diante do aumento das dificuldades econômicas (o que acabou contribuindo para o colapso do bloco soviético em 1989), os exportadores de petróleo "livres" que anteriormente não haviam cumprido os acordos da OPEP finalmente começaram a limitar a produção para elevar os preços, com base em cotas nacionais minuciosamente negociadas que buscavam equilibrar as importações e os critérios econômicos do petróleo desde 1986. (Em seus territórios, os governos nacionais dos membros da OPEP são capazes de impor limites de produção a empresas de petróleo estatais e privadas.) Geralmente, quando as metas de produção da OPEP são reduzidas, os preços do petróleo aumentam.

### 1990-2003: ampla oferta e interrupções modestas

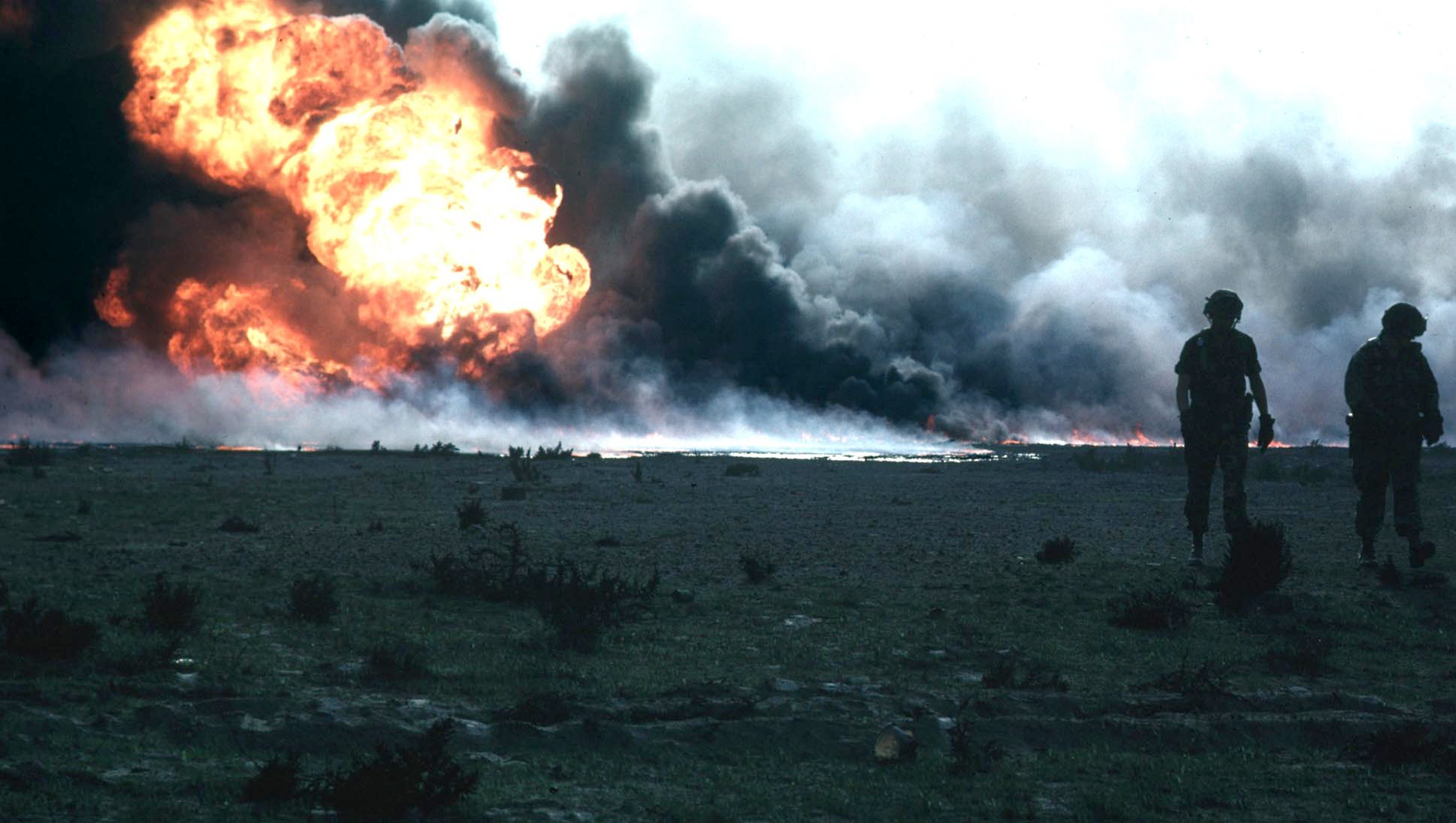
Um das centenas de incêndios no Kuwait provocados pela retirada de tropas iraquianas em 1991, durante a Guerra do Golfo.

Antes da invasão do Kuwait em agosto de 1990, o presidente iraquiano Saddam Hussein estava pressionando a OPEP a acabar com a superprodução e a elevar os preços do petróleo, a fim de ajudar financeiramente os membros da organização e acelerar a reconstrução após a Guerra do Irã-Iraque de 1980–1988. Mas essas duas guerras iraquianas contra colegas fundadores da OPEP marcaram um ponto baixo na coesão da organização e os preços do petróleo diminuíram rapidamente após as interrupções no fornecimento a curto prazo. Os ataques da Al Qaeda em 11 de setembro de 2001 contra os Estados Unidos e a invasão do Iraque em 2003 tiveram impactos ainda mais breves no preço do petróleo, à medida que a Arábia Saudita e outros exportadores cooperaram novamente para manter o mundo adequadamente abastecido.
Na década de 1990, a OPEP perdeu seus dois membros mais novos, que se juntaram em meados da década de 1970. O Equador retirou-se em dezembro de 1992, porque não estava disposto a pagar a taxa anual de associação de 2 milhões de dólares e achava que precisava produzir mais petróleo do que o permitido pela cota da OPEP, embora tenha voltado a entrar em outubro de 2007. Preocupações semelhantes surgiram quando o Gabão suspendeu a associação em janeiro de 1995; o país voltou a participar em julho de 2016. O Iraque permaneceu membro da OPEP desde a fundação da organização, mas a produção iraquiana não fez parte dos acordos de cotas da OPEP de 1998 a 2016, devido às difíceis dificuldades políticas do país.
A menor demanda desencadeada pela crise financeira asiática de 1997-1998 viu o preço do petróleo voltar aos níveis de 1986. Depois que o petróleo caiu para cerca de US$ 10/bbl, a diplomacia conjunta de México e Noruega conseguiu uma desaceleração gradual da produção de petróleo pela OPEP. Depois que os preços caíram novamente em novembro de 2001, OPEP, Noruega, México, Rússia, Omã e Angola concordaram em cortar a produção em 1º de janeiro de 2002 por 6 meses. A OPEP contribuiu com 1,5 milhão de barris por dia (mbpd) para os aproximadamente 2 mbpd de cortes anunciados.
Em junho de 2003, a Agência Internacional de Energia (AIE) e a OPEP realizaram seu primeiro workshop conjunto sobre questões energéticas. Eles continuaram a se reunir regularmente desde então "para entender melhor coletivamente tendências, análises e pontos de vista e promover a transparência e a previsibilidade do mercado".
A Indonésia deixou a Opep em 2008, após 46 anos como país-membro. Era então o único representante do Sudeste Asiático no grupo, mas a queda de sua produção petrolífera, desde 1995, transformou a nação em um importador de combustível. O país voltou a integrar a organização por um breve periodo, em 2016.

## Membros

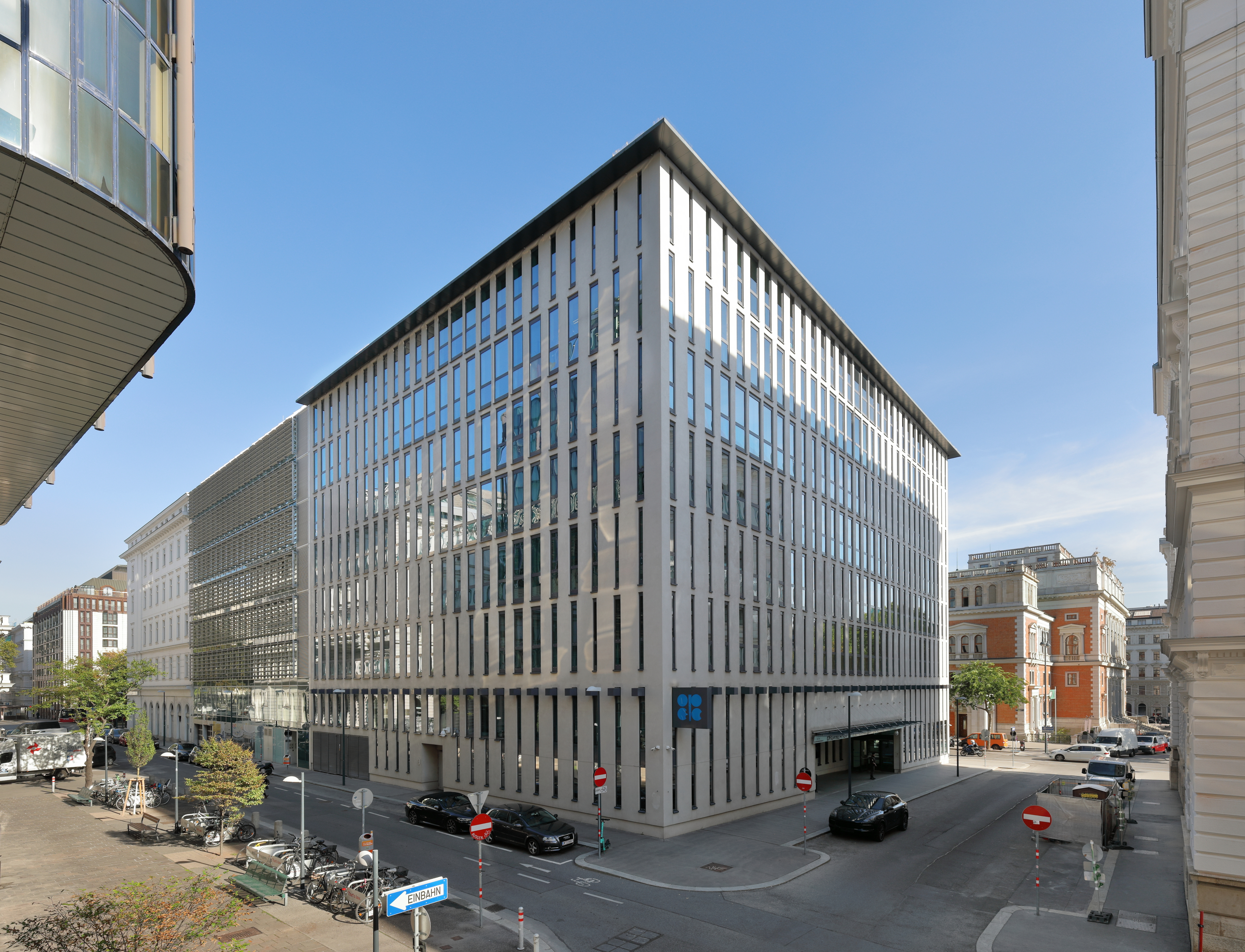
Sede da OPEP em Viena, Áustria

### Atuais
Em janeiro de 2020, a OPEP contava com 13 países membros: cinco no Oriente Médio (Ásia Ocidental), sete na África e um na América do Sul. De acordo com a Administração de Informação de Energia dos EUA (EIA), a taxa combinada de produção de petróleo da OPEP (incluindo gás condensado) representou 44% do total mundial em 2016.
A aprovação de um novo país membro requer o acordo de três quartos dos membros existentes da OPEP, incluindo todos os cinco fundadores.[138] Em outubro de 2015, o Sudão apresentou formalmente um pedido de adesão, mas ainda não é membro.
| País                   | Região             | Anos de filiação   | População (0 est.) | Área (km2)  | Produção de petróleo (bbl/dia, 2016) | Reservas comprovadas (bbl, 2016) |
| ---------------------- | ------------------ | ------------------ | ------------------ | ----------- | ------------------------------------ | -------------------------------- |
| Argélia                | África do Norte    | 1969–              | 44.177.969         | 2 381 740   | 1 348 361                            | 12 200 000 000                   |
| Guiné Equatorial       | África Central     | 2017–              | 1.634.466          | 28 050      | ...                                  | ...                              |
| Gabão                  | África Central     | 1975–1995, 2016–   | 2.341.179          | 267 667     | 210 820                              | 2 000 000 000                    |
| Irão                   | Oriente Médio      | 1960–              | 87.923.432         | 1 648 000   | 3 990 956                            | 157 530 000 000                  |
| Iraque                 | Oriente Médio      | 1960–              | 43.533.592         | 437 072     | 4 451 516                            | 143 069 000 000                  |
| Kuwait                 | Oriente Médio      | 1960–              | 4.250.114          | 17 820      | 2 923 825                            | 101 500 000 000                  |
| Líbia                  | Norte da África    | 1962–              | 6.735.277          | 1 759 540   | 384 686                              | 48 363 000 000                   |
| Nigéria                | África Ocidental   | 1971–              | 213.401.323        | 923 768     | 1 999 885                            | 37 070 000 000                   |
| República do Congo     | África Central     | 2018–              | 5.125.821          | 342 000     | 260 000                              | 1 600 000 000                    |
| Arábia Saudita         | Oriente Médio      | 1960–              | 35.950.396         | 2 149 690   | 10 460 710                           | 266 578 000 000                  |
| Emirados Árabes Unidos | Oriente Médio      | 1967–              | 9.365.145          | 83 600      | 3 106 077                            | 97 800 000 000                   |
| Venezuela              | América do Sul     | 1960–              | 28.199.867         | 912 050     | 2 276 967                            | 299 953 000 000                  |
| Total da OPEP          | Total da OPEP      | Total da OPEP      | 483 630 000        | 12 492 695  | 35 481 740                           | 1 210 703 000 000                |
| População mundial      | População mundial  | População mundial  | 8 009 330 500      | 510 072 000 | 80 622 287                           | 1 650 585 000 000                |
| Percentual da OPEP     | Percentual da OPEP | Percentual da OPEP | 6,3%               | 2,4%        | 44%                                  | 73%                              |

### OPEP+
O grupo de 11 países observadores, com participação na OPEP mas sem direito a voto, é atualmente conhecido como OPEP+, sendo o Brasil um de seus membros mais recentes. Os membros observadores da OPEP+ são:
- Azerbaijão
- Bahrein
- Brasil
- Brunei
- Cazaquistão
- Malásia
- México
- Omã
- Rússia
- Sudão
- Sudão do Sul

### Ex-membros OPEP
| País      | Região          | Anos de filiação        | População (0 est.) | Área (km2) | Produção de petróleo (bbl/day, 2016) | Reservas comprovadas (bbl, 2016) |
| --------- | --------------- | ----------------------- | ------------------ | ---------- | ------------------------------------ | -------------------------------- |
| Equador   | América do Sul  | 1973–1992, 2007–2020    | 17.797.737         | 283 560    | 548 421                              | 8 273 000 000                    |
| Indonésia | Sudeste da Ásia | 1962–2008, Jan–Nov 2016 | 273.753.191        | 1 904 569  | 833 667                              | 3 692 500 000                    |
| Catar     | Oriente Médio   | 1961–2019               | 2.688.235          | 11 437     | 1 522 902                            | 25 244 000 000                   |
| Angola    | Sul da África   | 2007–2024               | 34.503.774         | 1 246 700  | 1 769 615                            | 8 423 000 000                    |